# Györgyi Zsivoczky-Farkas
Györgyi Zsivoczky-Farkas (Hungría, 13 de febrero de 1985) es una atleta húngara especializada en la prueba de pentatlón, en la que consiguió ser medallista de bronce europea en pista cubierta en 2017.

## Carrera deportiva
En el Campeonato Europeo de Atletismo en Pista Cubierta de 2017 ganó la medalla de bronce en la competición de pentatlón, con un total de 4723 puntos que fue su mejor marca personal, tras la belga Nafissatou Thiam (oro con 4870 puntos) y la austriaca Ivona Dadic (plata con 4767 puntos que fue récord nacional austriaco).